# Вязовое (Курская область)
Вя́зовое — село в Щигровском районе Курской области России. Административный центр и единственный населённый пункт Вязовского сельсовета.

## География
Село находится в северо-восточной части Курской области, в пределах юго-западной части Среднерусской возвышенности, в лесостепной зоне, на берегах реки Вязовая Плота, к северу от автодороги 38К-016, на расстоянии примерно 1 км (по прямой) к северу от города Щигры, административного центра района. Абсолютная высота — 240 м над уровнем моря.
Климат
Климат характеризуется как умеренно континентальный, с тёплым летом и умеренно холодной зимой. Среднегодовая температура — 4,7 — 5,7 °C. Средняя температура воздуха самого тёплого месяца (июля) — 19 — 24 °C (абсолютный максимум — 37 °C); самого холодного (января) — −9 — −5 °C (абсолютный минимум — −32 °C). Среднегодовое количество атмосферных осадков составляет 582 мм.
Часовой пояс
Село Вязовое, как и вся Курская область, находится в часовой зоне МСК (московское время). Смещение применяемого времени относительно UTC составляет +3:00.

## Население
| 2002 | 2010 | 2012 | 2013 | 2014 | 2015 | 2016 |
| ---- | ---- | ---- | ---- | ---- | ---- | ---- |
| 261  | ↘191 | ↘187 | ↘169 | ↘161 | ↘149 | ↘140 |
| 2017 | 2018 | 2019 | 2020 | 2021 |      |      |
| ↗144 | ↘143 | ↘141 | ↘127 | ↘62  |      |      |

Половой состав
По данным Всероссийской переписи населения 2010 года, в половой структуре населения мужчины составляли 51,3 %, женщины — соответственно 48,7 %.
Национальный состав
Согласно результатам переписи 2002 года, в национальной структуре населения русские составляли 100 %.

## Экономика
Основа экономики — сельское хозяйство. Личное подсобное хозяйство.

## Транспорт
Село доступно автотранспортом. Просёлочные дороги связывают село с улицей Кирова города Щигры.

## Известные уроженцы
- Аболмасов, Николай Гаврилович (1938—2020) — советский и российский врач-стоматолог. Доктор медицинских наук.
- Анпилогов, Григорий Николаевич (1902—1987) — советский историк.